# 157년

## 연호
- 후한(後漢) 영수(永壽) 3년

## 기년
- 후한(後漢) 환제(桓帝) 11년
- 신라(新羅) 아달라 이사금(阿達羅泥師今) 4년
- 고구려(高句麗) 차대왕(次大王) 12년
- 백제(百濟) 개루왕(蓋婁王) 30년

## 사건
- 신라, 음력 2월에 감물현(甘勿縣)·마산현(馬山縣)을 두기 시작하였다.
- 신라의 아달라 이사금, 음력 3월에  장령진(長嶺鎭)을 순행하여, 변방 주둔지의 병졸을 위로하였고, 각자에게 징포(徵布)를 하사하였다.

## 탄생
- 조조 휘하의 모사 순유
- 위나라 학자 화흠

## 참고 문헌
- 김부식 (1145), 《삼국사기》 〈권2〉 아달라 이사금 조(條)